# 稲荷橋駅
稲荷橋駅（いなりばしえき）は、かつて岐阜県恵那郡付知町（現・中津川市）に存在した北恵那鉄道北恵那鉄道線の駅（廃駅）。
地元住民の請願により開設された駅であった。駅名は近くに祀られている稲荷尊天に由来する。

## 歴史
- 1928年（昭和3年）5月1日：北恵那鉄道線田瀬 - 下付知間に新設開業。
- 1978年（昭和53年）9月18日：北恵那鉄道線とともに廃止。

## 駅施設
1面1線のホーム。小さな待合所のみの無人駅であった。

## 現状
ホーム跡が残っている。かつては待合所もそのまま残っていたが、老朽化により倒壊の危険が発生したため、2002年頃に解体されたという。

## 隣の駅
北恵那鉄道
北恵那鉄道線
田瀬駅 - 稲荷橋駅 - 下付知駅